# Neuontobotrys grayana
Neuontobotrys grayana är en korsblommig växtart som först beskrevs av Charles Baehni och James Francis Macbride, och fick sitt nu gällande namn av Al-shehbaz. Neuontobotrys grayana ingår i släktet Neuontobotrys och familjen korsblommiga växter. Inga underarter finns listade i Catalogue of Life.